# Sommer-Universiade 1967/Judo
Die Judo-Wettbewerbe der Sommer-Universiade 1967 fanden vom 27. August bis zum 4. September in der japanischen Hauptstadt Tokio statt. Es handelte sich um die erste Austragung dieser Sportart bei den Studentenweltspielen und wurden anschließend auch wieder vorläufig aus dem Programm genommen. Die Wettkämpfe dominierten die heimischen Athleten, die in jeder Gewichtsklasse die Goldmedaille gewannen.

## Ergebnisse Männer

### Extra-Leichtgewicht bis 63 kg
| Platz | Athlet         | Land |
| ----- | -------------- | ---- |
| 1     | Yoshio Sonoda  | JPN  |
| 2     | Yoon Soo-kyoon | KOR  |
| 3     | Rob Boom       | NED  |
| 3     | M. Santos      | BRA  |

### Halb-Leichtgewicht bis 70 kg
| Platz | Athlet           | Land |
| ----- | ---------------- | ---- |
| 1     | Yujiro Yamasaki  | JPN  |
| 2     | Park Cheong-sam  | KOR  |
| 3     | Pierre Guichard  | FRA  |
| 3     | Matheus Sugizaki | BRA  |

### Leichtgewicht bis 80 kg
| Platz | Athlet           | Land |
| ----- | ---------------- | ---- |
| 1     | Isamu Sonoda     | JPN  |
| 2     | Oh Seung-lip     | KOR  |
| 3     | Fernando Almeida | POR  |
| 3     | T. Garrett       | GBR  |

### Halb-Mittelgewicht bis 93 kg
| Platz | Athlet            | Land |
| ----- | ----------------- | ---- |
| 1     | Kazuhiro Ninomiya | JPN  |
| 2     | Kim Chong-heng    | KOR  |
| 3     | Pierre Albertini  | FRA  |
| 3     | Mike Concannon    | GBR  |

### Schwergewicht über 93 kg
| Platz | Athlet               | Land |
| ----- | -------------------- | ---- |
| 1     | Motoki Nishimura     | JPN  |
| 2     | Kim Chung-joo        | KOR  |
| 3     | Jean-Claude Brondani | FRA  |
| 3     | Howard Fish          | USA  |

### Offene Klasse
| Platz | Athlet              | Land |
| ----- | ------------------- | ---- |
| 1     | Masatoshi Shinomaki | JPN  |
| 2     | Kim Chung-joo       | KOR  |
| 3     | Tony Atmadjaja      | INA  |
| 3     | Howard Fish         | USA  |

### Teambewerb
| Platz | Land       |
| ----- | ---------- |
| 1     | Japan      |
| 2     | Südkorea   |
| 3     | Frankreich |
| 3     | Brasilien  |